# دوغ مارش
دوغ مارش (بالإنجليزية: Doug Marsh)‏ هو لاعب كرة قدم أمريكية أمريكي، ولد في 18 يونيو 1958 في آكرون في الولايات المتحدة.

## وصلات خارجية
- دوغ مارش على موقع مرجع كرة القدم المحترفة.كوم (الإنجليزية)